# Acra (fortaleza)
El Acra (o Akra, en hebreo: חקרא o חקרה, en griego: Aκρα) era un recinto fortificado construido en Jerusalén por Antíoco IV Epífanes, rey del Imperio Seléucida, después del saqueo de la ciudad en 168 a. C. La fortaleza jugó un papel importante en los acontecimientos que rodearon la revuelta de los macabeos y la formación del Reino hasmoneo. Fue destruida por Simón Macabeo en esta lucha.
La ubicación exacta del Acra, fundamental para comprender el período helenístico de Jerusalén, sigue siendo motivo de discusión. Los historiadores y arqueólogos han propuesto varios lugares alrededor de Jerusalén, basándose principalmente en las conclusiones extraídas de la evidencia literaria. Este enfoque comenzó a cambiar a la luz de las excavaciones que se iniciaron a finales de 1960. Los nuevos descubrimientos han llevado a revaluar las fuentes literarias antiguas, la geografía de Jerusalén y los artefactos descubiertos con anterioridad. Yoram Tsafrir ha interpretado un conjunto de albañilería en la esquina sureste de la plataforma del Monte del Templo como un indicio de la posible posición de Acra. Durante las excavaciones de 1968 y 1978, junto a la pared sur del Monte, se descubrieron las características que pueden haber sido vinculadas con el Acra, incluyendo salas como cuartel y una gran cisterna. En 2015, la Autoridad de Antigüedades de Israel anunció un probable descubrimiento del Acra mientras excavaban un glacis en una ubicación diferente, al suroeste del Monte del Templo y al noroeste de la Ciudad de David.
El término griego acra fue utilizado para describir otras estructuras fortificadas durante el período helenístico. El Acra es a menudo llamado el Acra seléucida para distinguirla de las referencias a la Baris Ptolomeo como Acra y del barrio más tarde, en Jerusalén, que heredó el nombre de Acra.

## Historia
A la muerte de Alejandro Magno en 323 a. C., Judea fue objeto de controversia entre el Reino de Ptolomeo en Egipto y el Imperio Seléucida con sede en Siria y Mesopotamia. La victoria seléucida de Antíoco III en la batalla de Panio dejó a Judea bajo dominio seléucida. La población judía de Jerusalén había ayudado a Antíoco durante su asedio a Baris, la base fortificada de la guarnición egipcia de Jerusalén. Su apoyo fue recompensado con una carta afirmando la autonomía religiosa judía, que incluía una restricción de los extranjeros y los animales impuros del recinto del templo y una asignación de fondos oficiales para el mantenimiento de ciertos rituales religiosos en el templo. A pesar de que se les permitía la libertad religiosa, muchos judíos fueron seducidos y adoptaron elementos del prestigioso e influyente estilo de vida griego. La cultura imperial ofrecía una ruta para el progreso político y material, y esto condujo a la formación de la elite helenística entre la población judía. La helenización produjo tensiones entre los judíos observantes y sus hermanos que habían asimilado la cultura griega.

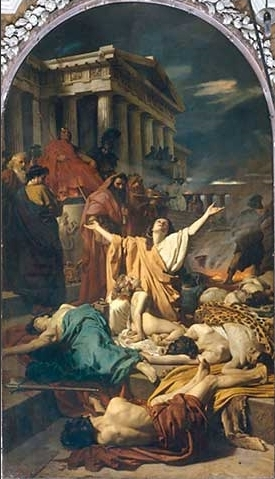
Martirio de los Macabeos, por Antonio Ciseri, 1863.

Antíoco IV Epífanes subió al trono seléucida en 175 a. C. Poco después, el emperador recibió una solicitud de Jasón para ostentar el cargo de Sumo Sacerdote de Israel, ocupado por su hermano Onías III. Jasón por otra parte se comprometió a aumentar el tributo pagado por la ciudad y a establecer en ella la infraestructura de una polis griega, incluyendo un gimnasio y un ephebion. La petición de Jason fue concedida, pero después de gobernar tres años fue derrocado por Antíoco y obligado a huir a Amón. Mientras tanto, Antíoco IV había lanzado dos invasiones a Egipto, en 170 a. C. y otra vez en 169 a. C., y derrotó a los ejércitos de Ptolomeo. Las victorias de Antíoco fueron de corta duración. Su intención de unificar los reinos seléucidas y ptolemaico alarmó al Estado romano en rápida expansión, que exigió que retirara sus tropas de Egipto. Con Antíoco en Egipto, corrió el falso rumor en Jerusalén de que había sido asesinado. En la incertidumbre que siguió, Jason reunió una fuerza de 1000 seguidores e intentó tomar Jerusalén por la fuerza. Aunque el ataque fue repelido, cuando la lucha fue reportada a Antíoco en Egipto, sospechó que sus súbditos de Judea explotasen su derrota como una oportunidad para rebelarse. En 168 a. C., Antíoco IV Epífanes marchó y saqueó Jerusalén, consiguiendo el tesoro del templo y matando a miles de sus residentes. Siguiendo la política de su padre, Antíoco IV emitió decretos prohibiendo ritos judíos y alentando a la persecución de estos. Los rituales del Templo se interrumpieron, la observancia judía del sábado quedó prohibida, así como la circuncisión.

## Arqueología
En noviembre de 2015, la Autoridad de Antigüedades de Israel anunció el posible descubrimiento del sitio antiguo del Acra. Mientras excavaban el estacionamiento de Givati adyacente a la Ciudad de David, los arqueólogos Doron Ben-Ami, Yana Tchekhanovets y Salome Cohen afirmaron que un complejo de habitaciones y muros fortificados que habían desenterrado debía identificarse con el Acra mencionado en fuentes literarias. Esta identificación lo ubicaría ligeramente al sur de las ubicaciones sugeridas anteriormente para la estructura en el Ofel. Los hallazgos incluyen muros de fortificación, una torre de vigilancia de 4 por 20 metros y un glacis. Puntas de flecha de bronce, honda de plomo y ballesta. Se desenterraron piedras en el sitio, estampadas con un tridente, el emblema de Antíoco IV Epífanes. Estos son indicativos de la naturaleza militar del sitio y los esfuerzos para tomarlo. La excavación también arrojó monedas de los reinados de Antíoco IV a Antíoco VII, así como una multitud de asas de ánforas rodias estampadas.
Unos pocos han cuestionado la ubicación en Givati debido a que sería demasiado baja en la colina para pasar por alto el Monte del Templo, como se describe en fuentes literarias.